# Кунгара
Кунгара — село в Газимуро-Заводском районе Забайкальского края России. Входит в состав сельского поселения «Буруканское».

## География
Село находится в южной части района, на берегах реки Курюмкан, в пределах левобережной части долины реки Газимур, на расстоянии примерно 27 километров (по прямой) к северо-северо-востоку (NNE) от села Газимурский Завод. Абсолютная высота — 656 метров над уровнем моря.
Климат
Климат характеризуется как резко континентальный с продолжительной морозной зимой и тёплым летом. Средняя температура воздуха самого холодного месяца (января) составляет −25 — −28 °C; средняя температура самого тёплого месяца (июля) — 16 — 18 °C. Среднегодовое количество атмосферных осадков составляет 300—350 мм.
Часовой пояс
Село Кунгара находится в часовой зоне МСК+6. Смещение применяемого времени относительно UTC составляет +9:00.

## История
Основано на месте тунгусcкого улуса в устье реки Кунгары. В конце XVII века было сожжено беглыми каторжанами. Новое село построено ближе к Газимуру. В 1930 году, в ходе коллективизации, был образован колхоз «Хлебороб» (позднее — колхоз им. С. Г. Лазо). С 1983 года в селе находилось отделение совхоза «Буруканский».

## Население
| 1989 | 2002 | 2010 | 2021 |
| ---- | ---- | ---- | ---- |
| 76   | ↗80  | ↘68  | ↘55  |

Половой состав
По данным Всероссийской переписи населения 2010 года в гендерной структуре населения мужчины составляли 54,4 %, женщины — соответственно 45,6 %.
Национальный состав
Согласно результатам переписи 2002 года, в национальной структуре населения русские составляли 100 % из 80 чел.

## Инфраструктура
В селе функционируют сельский клуб, библиотека и фельдшерско-акушерский пункт.

## Улицы
Уличная сеть села состоит из четырёх улиц.